# Birhanu Balew
Birhanu Balew Yemataw (né le 27 février 1996 en Éthiopie) est un athlète bahreïnien, spécialiste des courses de fond.

## Biographie
Il atteint la finale du 5 000 mètres lors des Jeux olympiques de 2016, à Rio de Janeiro.
Il remporte sur un coup de chance à la suite de l'incident entre Selemon Barega et Yomin Kechelja le 5 000 m du meeting de Lausanne en 13 min 1 s 09, nouveau record personnel et meilleure marque de l'année le 5 juillet 2018.
Il se classe 9e des championnats du monde 2019 à Doha sur 5 000 m.
Auteur d'un record d'Asie en salle du 3 000 m en 2020 au PSD Bank Meeting de Düsseldorf en 7 min 38 s 67, il l'améliore au meeting Hauts-de-France Pas-de-Calais de Liévin en 7 min 34 s 58. Il récidive au même endroit en 2022 et le porte à 7 min 31 s 77.

## Palmarès
| Date | Compétition                     | Lieu           | Résultat | Épreuve  | Temps          |
| ---- | ------------------------------- | -------------- | -------- | -------- | -------------- |
| 2016 | Jeux olympiques                 | Rio de Janeiro | 9e       | 5 000 m  | 13 min 9 s 26  |
| 2017 | Championnats du monde           | Londres        | 12e      | 5 000 m  | 13 min 43 s 25 |
| 2018 | Championnats du monde en salle  | Birmingham     | 10e      | 3 000 m  | 8 min 18 s 89  |
| 2019 | Championnats panarabes          | Le Caire       | 1er      | 5 000 m  | 13 min 33 s 72 |
| 2019 | Championnats d'Asie             | Doha           | 1er      | 5 000 m  | 13 min 37 s 42 |
| 2019 | Championnats du monde           | Doha           | 9e       | 5 000 m  | 13 min 14 s 66 |
| 2021 | Jeux olympiques                 | Tokyo          | 6e       | 5 000 m  | 13 min 3 s 20  |
| 2022 | Jeux de la solidarité islamique | Konya          | 1er      | 5 000 m  | 13 min 51 s 64 |
| 2023 | Jeux panarabes                  | Oran           | 1er      | 5 000 m  | 14 min 21 s 89 |
| 2023 | Championnats du monde           | Budapest       | 10e      | 10 000 m | 28 min 8 s 03  |
| 2023 | Jeux asiatiques                 | Hangzhou       | 1er      | 5 000 m  | 13 min 17 s 40 |
| 2023 | Jeux asiatiques                 | Hangzhou       | 1er      | 10 000 m | 28 min 13 s 62 |

## Records
| Épreuve                | Temps              | Lieu    | Date            |
| ---------------------- | ------------------ | ------- | --------------- |
| 3 000 m (piste courte) | 7 min 31 s 77 (AR) | Liévin  | 17 février 2022 |
| 5 000 m                | 12 min 56 s 26     | Rome    | 6 juin 2019     |
| 10 000 m               | 27 min 7 s 49 (NR) | Ostrava | 19 mai 2021     |
| 10 km                  | 26 min 57 s (AR)   | Valence | 14 janvier 2024 |